# قلعه رحمت‌آباد (تربت جام)
قلعه رحمت‌آباد مربوط به اواخر دوره صفوی است و در شهرستان تربت جام، روستای رحمت‌آباد واقع شده و این اثر در تاریخ ۱۶ شهریور ۱۳۸۳ با شمارهٔ ثبت ۱۱۱۲۸ به‌عنوان یکی از آثار ملی ایران به ثبت رسیده‌است.